# Fiestas y conmemoraciones de Azerbaiyán
Los días festivos y de conmemoraciones de Azerbaiyán, es una lista de fiestas, festivos profesionales y días de conmemoraciones, establecidos en Azerbaiyán oficialmente.

## Fiestas de Azerbaiyán
- Laborable
- No laborable

| Fecha                     | Fiesta                                              |
| 1 - 2 de enero            | Año Nuevo                                           |
| 8 de marzo                | Día Internacional de la Mujer                       |
| 20 - 24 de marzo          | Novruz                                              |
| 9 de mayo                 | Día de la Victoria                                  |
| 28 de mayo                | Día de la República                                 |
| 15 de junio               | Día de la Salvación Nacional del Pueblo Azerbaiyano |
| 26 de junio               | Día de las Fuerzas Armadas de Azerbaiyán            |
| 18 de octubre             | Día de la independencia                             |
| 9 de noviembre            | Día de la bandera estatal                           |
| 12 de noviembre           | Día de la Constitución                              |
| 17 de noviembre           | Día del Renacimiento Nacional                       |
| 31 de diciembre           | Día de la Solidaridad Mundial Azerbaiyanos          |
| Festivos religiones       |                                                     |
| Calendario islámico lunar | Ramadán                                             |
| Calendario islámico lunar | Fiesta del Sacrificio                               |

## Conmemoraciones de Azerbaiyán
- Laborable
- No laborable

| 20 de enero   | Enero Negro (1991)        |
| 26 de febrero | Masacre de Xocalı (1992)  |
| 31 de marzo   | Genocidio de Marzo (1918) |

## Otros festivos de Azerbaiyán
Todos días son laborables
| 30 de enero      | Día profesional de los funcionarios de aduana                                         |
| 2 de febrero     | Día de jóvenes azerbaiyanos                                                           |
| 11 de febrero    | Día profesional de los funcionarios fiscales                                          |
| 5 de marzo       | Día de la cultura física y deporte                                                    |
| 23 de marzo      | Día de los funcionarios del Ministerio de Ecología y recursos naturales de Azerbaiyán |
| 28 de marzo      | Día de la Seguridad Nacional                                                          |
| 10 de abril      | Día de los constructores                                                              |
| 1 de junio       | Día internacional de los niños                                                        |
| 2 de junio       | Día de los funcionario de los trabajadores de la aviación civil                       |
| 18 de junio      | Día de los derechos humanos                                                           |
| 2 de julio       | Día de los funcionarios de la policía                                                 |
| 22 de julio      | Día de la prensa nacional                                                             |
| 1 de agosto      | Día de alfabeto e idioma azerbaiyano                                                  |
| 2 de agosto      | Día del cine azerbaiyano                                                              |
| 15 de septiembre | Día de conocimiento                                                                   |
| 18 de septiembre | Día de música nacional                                                                |
| 20 de septiembre | Día de los petroleros                                                                 |
| 5 de octubre     | Día de los profesores                                                                 |
| 13 de octubre    | Día de los trabajadores de vía férrea azerbaiyana                                     |
| 6 de noviembre   | Día de los trabajadores del metro                                                     |
| 22 de noviembre  | Día de los trabajadores de Justicia                                                   |
| 6 de diciembre   | Día de los trabajadores del Ministerio de comunicación y tecnología informática       |
| 16 de diciembre  | Día de los trabajadores de FEMA de Azerbaiyán                                         |